# USS New York (ACR-2)
Pour les autres navires du même nom, voir USS New York.
Le quatrième USS New York (ACR-2) était un croiseur cuirassé de l'US Navy. Il fut construit sur les chantiers William Cramp and Sons de Philadelphie (États-Unis) dans les années 1890.

Prenant le nom de New York, il fut lancé le 2 décembre 1891 sous le parrainage de mademoiselle Helen Page.

## Histoire

### USSNew York(ACR-2)
Affecté à l'escadre de l'Atlantique sud, l'USS New York a quitté le port de New York le 27 décembre 1893 pour Rio de Janeiro. Arrivé à Taipu Beach en janvier 1894, il y est resté jusqu'au 23 mars, en passant par le Nicaragua et les Antilles. Transféré à l'escadre de l'Atlantique nord au mois d'août, le croiseur est retourné dans les eaux des Antilles pour des exercices d'hiver et a été félicité pour son aide lors d'un incendie qui menaçait de détruire Port of Spain, à la Trinité. 

De retour à New York, le croiseur a rejoint l'Escadre d'Europe en 1895, et a appareillé jusqu'à Kiel, où il représentait les États-Unis à l'ouverture du canal de Kiel. Après avoir réintégré l'Escadre de l'Atlantique nord, il a opéré au large de Fort Monroe, Charleston en 1897.
L'USS New York a quitté Fort Monroe, le 17 janvier 1898, pour Key West en Floride. Après la déclaration de la Guerre hispano-américaine en avril, il a rejoint Cuba et a bombardé les défenses à Matanzas, avant de rejoindre d'autres navires américains à San Juan en mai, à la recherche de la flotte espagnole. Ne le trouvant pas, ils ont bombardé le 12 mai le Fort San Felipe del Morro avant de se retirer. 

L'USS New York devient alors le navire amiral de l'amiral William T. Sampson commandant la campagne contre Santiago du Chili et la bataille de Santiago de Cuba le 3 juillet aboutissant à la destruction complète de la flotte espagnole.
Le croiseur s'embarqua pour New York le 14 août pour être accueilli en vainqueur. L'année suivante, il opère avec diverses milices navales  à Cuba, aux Bermudes, au Honduras et au Venezuela puis conduit des opérations tactiques vers la Nouvelle-Angleterre. Le 17 octobre 1899, il quitte de nouveau New York pour les zones en trouble d'Amérique du Sud.
L'USS New York est transféré à la Flotte d'Asie en 1901, en passant par Gibraltar, Port-Saïd et Singapour pour rejoindre  Cavite aux Philippines, où il devient navire amiral de la Flotte d'Asie. Il appareille pour Yokohama en juillet pour le dévoilement du monument commémoratif à l'expédition Perry.  En octobre, il se rend à Samar et dans d'autres îles des Philippines dans le cadre de la campagne contre les insurgés. Le 13 mars 1902, il appareille  pour Hong Kong et d'autres ports chinois. En septembre, il fait escale à Vladivostok en Russie, puis s'arrête en Corée avant de revenir à San Francisco en novembre. 

En 1903, il est transféré à l'Escadre du Pacifique et croise vers Ampala au Honduras en février pour protéger les intérêts américains durant les troubles. Puis il refait route vers la Basse-Californie du Sud, retournant à San Francisco, pour une réception du président Theodore Roosevelt. En 1904, il devient une unité de l'Escadre  croisant au Panama et au Pérou, et revient dans le Puget Sound en juin en tant que fleuron de l'Escadre du Pacifique. Pendant la guerre russo-japonaise il se trouve à Valparaíso, du 21 décembre 1904 au 4 janvier 1905. Il se rend à Boston pour être déclassé le 31 mars et subir une modernisation.
Le 15 mai 1909, après refonte l'USS New York quitte Boston le 25 juin pour Alger puis Naples, où il rejoint  le 10 juillet l'escadre des croiseurs cuirassés pour opérer dans l'Atlantique. Le 31 décembre il entre  dans la flotte de réserve. Le 1er avril 1910, via Gibraltar, Port-Saïd et  Singapour, il rejoint la Flotte d'Asie à Manille le 6 août. Durant son stationnement dans les eaux asiatiques, il navigue entre les îles des Philippines, et les ports de la Chine et du Japon.
Il est rebaptisé USS Saratoga, le 16 février 1911, pour rendre le nom de « New York » disponible au  cuirassé USS New York (BB-34).

### USSSaratoga(ACR-2)
De 1911 à 1916 le croiseur USS Saratoga est basé en Extrême-Orient. Le 6 février 1916 il rentre à Bremerton, Washington pour être affecté à la Flotte de réserve du Pacifique.
Quand les États-Unis prennent part à la Première Guerre mondiale,  l'USS Saratoga reprend du service le 23 avril 1917 en rejoignant la Pacific Patrol Force le 7 juin.  En septembre, il fait route vers Mexico pour contrer l'activité ennemie dans ce pays troublé. À Ensenada, il intercepte et capture un navire marchand transportant 32 agents allemands et plusieurs américains qui cherchent à éviter le blocus.
En novembre, il transite par le canal de Panama, rejoignant la Cruiser and Transport Force de la Flotte de l'Atlantique à Hampton Roads. Il y est  rebaptisé USS Rochester (CA-2), le 1er décembre 1917, pour libérer le nom de « Saratoga » au nouveau cuirassé USS Saratoga (CV-3) (par la suite le porte-avions CV-3).

### USSRochester(CA-2)
Après l'escorte d'un convoi en France, l'USS Rochester participe à l'instruction des équipages, dans la baie de Chesapeake. En mars 1918, il repart pour l'escorte des convois vers l'Europe jusqu'à la fin de la guerre. À son troisième voyage, dans le convoi HM-58, un sous-marin allemand torpille le paquebot britannique Atlantian le 9 juin. Il va à son secours, mais  l’Atlantian coule en cinq minutes.
Après l'armistice, l'USS Rochester sert comme transporteur de troupes. En mai 1919, il devient le navire amiral de l'escadre des destroyers transporteurs d'hydravions Curtiss NC. Au début des années 1920, il navigue le long de la côte Est.
Au début de 1923, il rejoint la Base navale de la baie de Guantánamo et navigue au large des côtes d'Amérique centrale et Amérique du Sud.
À l'été 1925, il transporte le général John Pershing et d'autres membres de sa commission à Arica, au Chili pour arbitrer le litige entre Tacna et Arica. En septembre 1926, il participe au maintien de la paix au Nicaragua.
En 1928, il intervient avec la canonnière USS Tulsa (PG-22) à Corinto au Nicaragua, en tant que corps expéditionnaire dirigé contre les bandits dans la région. Durant les perturbations dans Haïti en 1929, il a transporté le 1er Marine Brigade à Port-au-Prince et Cap-Haïtien. En 1930, il y  transporte une commission de cinq hommes envoyés pour enquêter sur la situation. En mars, il retourne sur les lieux pour embarquer les Marines  vers les États-Unis. Il aide le pétrolier HW Bruce, a été endommagé dans une collision le 24 mai.
En 1931, un tremblement de terre  secoue le Nicaragua. L'USS Rochester est le  premier navire de secours à arriver sur les lieux et  à convoyer les réfugiés de la région. 

Le Rochester quitte Balboa le 25 février 1932 pour rejoindre la Flotte du Pacifique. Il arrive à Shanghai le 27 avril, pour rejoindre la flotte de la rivière Yangtze en juin. Il appareille pour Cavite aux Philippines pour y  être déclassé le 29 avril 1933. Il restera amarré au chantier naval de la Base navale de Subic Bay à Olongapo pour les huit années suivantes. Son nom a été radié du registre des navires de la Marine le 28 octobre 1938, et il a été sabordé en décembre 1941 pour éviter sa capture par les Japonais.

### Site de plongée
Le croiseur a été sabordé et son épave est devenue un récif artificiel. La croissance de l'industrie touristique s'est développée et Subic Bay est devenu un emplacement idéal de plongée. L'USS New York est devenu l'épave la plus visitée en Asie, à cause de sa faible profondeur (18 à 27 m)), sa facilité d'accès, et la proximité d'autres épaves. L'épave est accessible par la plupart des plongeurs.
Site de plongée pour débutants : le site permet d'avoir accès à une épave historique.  Il permet de voir un canon de 8 pouces (200 mm) à environ 18 m et poursuivre la plongée à cette profondeur pour explorer sur plus de 100 m les coraux, les éponges et les poissons ont eu plus de 60 ans pour transformer l'épave en habitat marin. Les rascasses sont présentes autour de cette épave et il est rappelé aux plongeurs que le contact avec ces poissons est dangereux.
Plongeurs expérimentés : Les plongeurs peuvent explorer l'hélice, le kiosque et les zones de pont, ainsi que les hublots. La chaufferie peut être exploré avec une seule bouteille. 

Ceux qui peuvent plonger au-delà des limites de loisir peuvent accéder à la salle des machines et des locaux techniques. Aux deux entrées de la salle des machines sont affichées les avertissements des dangers pour les plongeurs non entraînés.